# Comité permanent du bureau politique du Parti communiste chinois
Le Comité permanent du bureau politique du Parti communiste chinois (chinois : 中国共产党中央政治局常务委员会 ; pinyin : Zhōngguó Gòngchǎndǎng Zhōngyāng Zhèngzhìjú Chángwù Wěiyuánhuì), souvent abrégé en Comité permanent, regroupe les membres les plus importants du Bureau politique du Comité central du Parti communiste chinois (PCC). Historiquement le nombre de ses membres s’est situé entre cinq et onze, il est de sept depuis le début du XXIe siècle. Les membres de ce comité dirigent le PCC, et de facto — ou officiellement — la république populaire de Chine, depuis la création de celle-ci en 1949. Son mandat officiel est de conduire les discussions politiques nécessaires aux prises de décision sur les sujets les plus importants, lorsque le Bureau politique n’est pas réuni. Selon la Constitution du Parti (en), le secrétaire général du Parti communiste chinois doit être membre de ce Comité permanent.

## Présentation
Le secrétaire général du Parti communiste et le Comité permanent du bureau politique dirigent le système politique de la république populaire de Chine (RPC). Les dirigeants des provinces ayant une grande autonomie par rapport au gouvernement central, c'est par la hiérarchie du parti que les décisions du pouvoir central sont transmises à la base (principe du « centralisme démocratique »).

### Schéma politique du Parti communiste chinois
|  |  |  |  |  |  | Secrétaire général                                     |  |  |  |  |  |  |  |
|  |  |  |  |  |  | Comité permanent7 membres (dont le secrétaire général) |  |  |  |  |  |  |  |
|  |  |  |  |  |  |                                                        |  |  |  |  |  |  |  |
|  |  |  |  |  |  | Bureau politique19 à 25 membres                        |  |  |  |  |  |  |  |
|  |  |  |  |  |  |                                                        |  |  |  |  |  |  |  |
|  |  |  |  |  |  | Comité central200 membres                              |  |  |  |  |  |  |  |
|  |  |  |  |  |  |                                                        |  |  |  |  |  |  |  |
|  |  |  |  |  |  | Parti92 millions de membres                            |  |  |  |  |  |  |  |

### Activités
Les sept personnes qui composent le Comité permanent détiennent les postes les plus importants dans les institutions de l'État et de l'armée. Le Comité permanent dirige le Parti entre deux réunions du Bureau politique du Comité central du Parti.

#### Texte complet de l'article 22 de la Constitution du Parti définissant notamment les attributions du Bureau politique
Depuis le 14 novembre 2002, l'article 22 de la Constitution du Parti communiste chinois (en) adoptée par le 16e congrès national du Parti dispose : 

« Le Bureau politique, le Comité permanent du Bureau politique et le secrétaire général du Comité central du Parti sont élus par le Comité central en séance plénière. Le secrétaire général du Comité central doit être membre [est membre de droit] du Comité permanent du Bureau politique.
Quand le Comité central n'est pas en session, le Bureau politique et son Comité permanent exercent les fonctions et pouvoirs du Comité central.
Le secrétariat général du Comité central est l'organe actif du Bureau politique du Comité central et de son Comité permanent. Les membres du secrétariat sont nommés par le Comité permanent du Bureau politique du Comité central et doivent être validés par le Comité central en séance plénière.
Le secrétaire général a la responsabilité de convoquer les réunions du Bureau politique et de son Comité permanent ; il préside aux travaux du secrétariat.
Les membres de la Commission militaire du Comité central sont choisis par le Comité central.
Les organes centraux du Parti et les responsables principaux élus par chaque Comité central doivent, pendant que le Congrès national suivant est en session, continuer à présider aux tâches quotidiennes du Parti, tant que les nouveaux organes centraux et responsables principaux n'ont pas été élus par le nouveau Comité central. »

## Les membres du Comité permanent en 2022 (20ecomité)

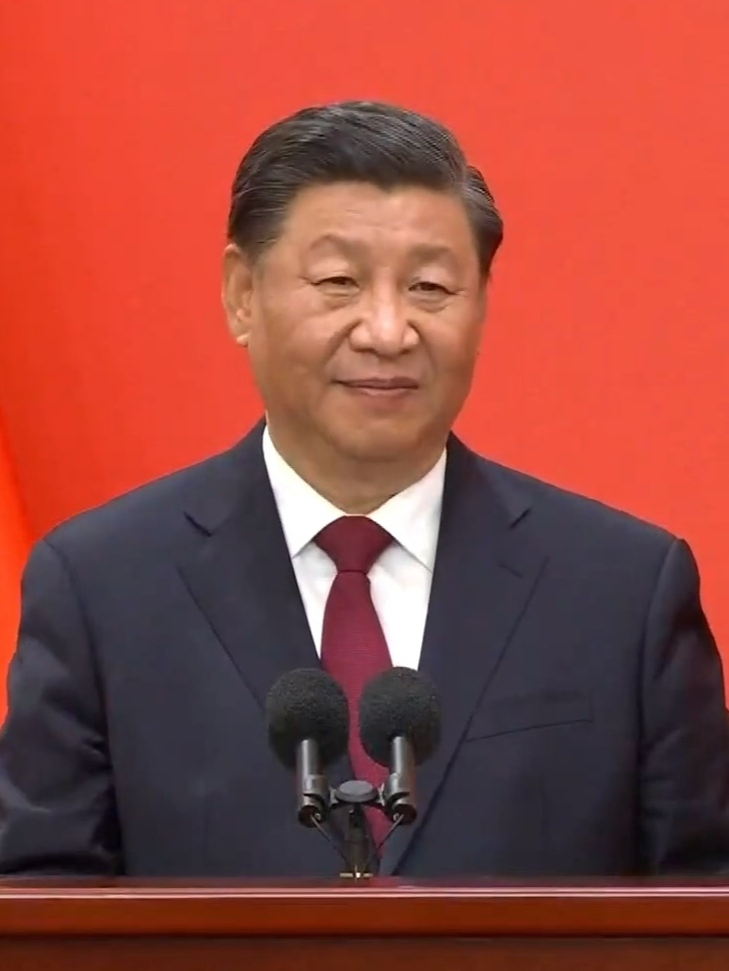
Xi Jinping - secrétaire général du Parti communiste chinois, président de la RPC, président de la Commission militaire centrale
Li Qiang - Premier ministre, président du Conseil d'État de la RPC
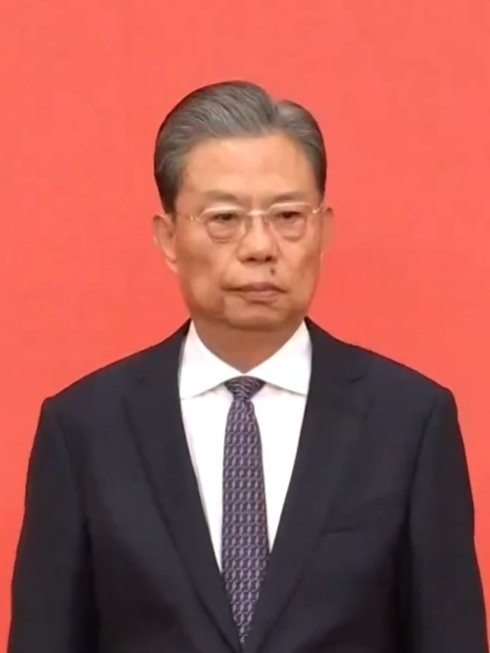
Zhao Leji
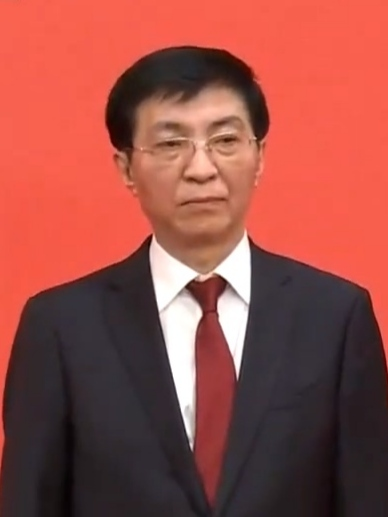
Wang Huning
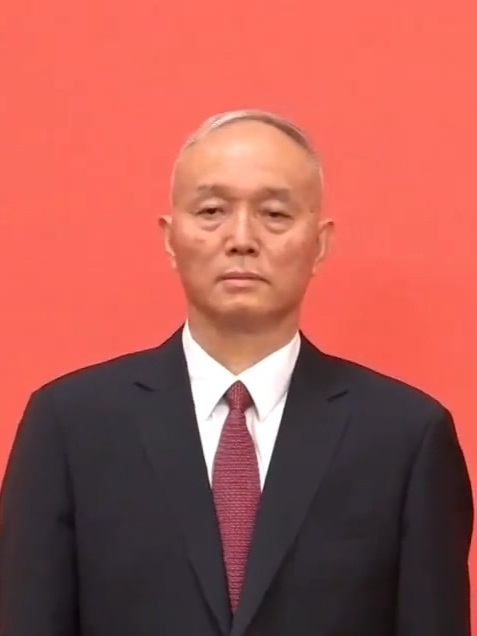
Cai Qi
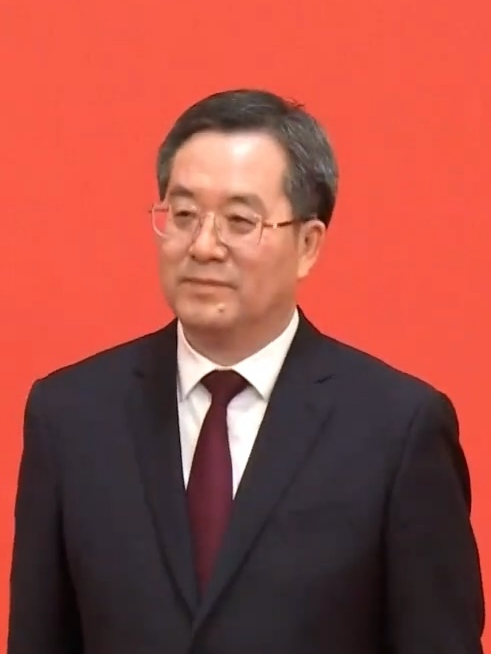
Ding Xuexiang
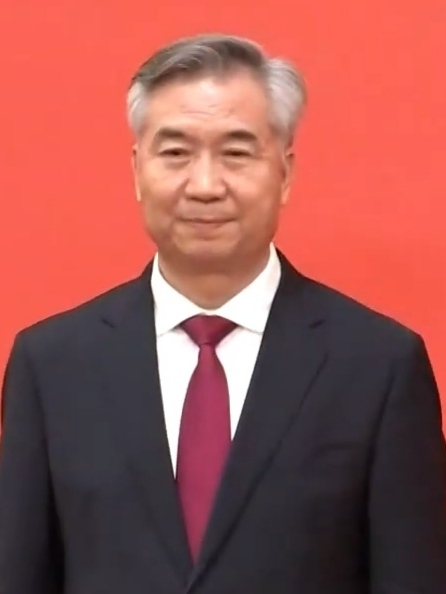
Li Xi

## Les membres du Comité permanent en 2017 (19ecomité)

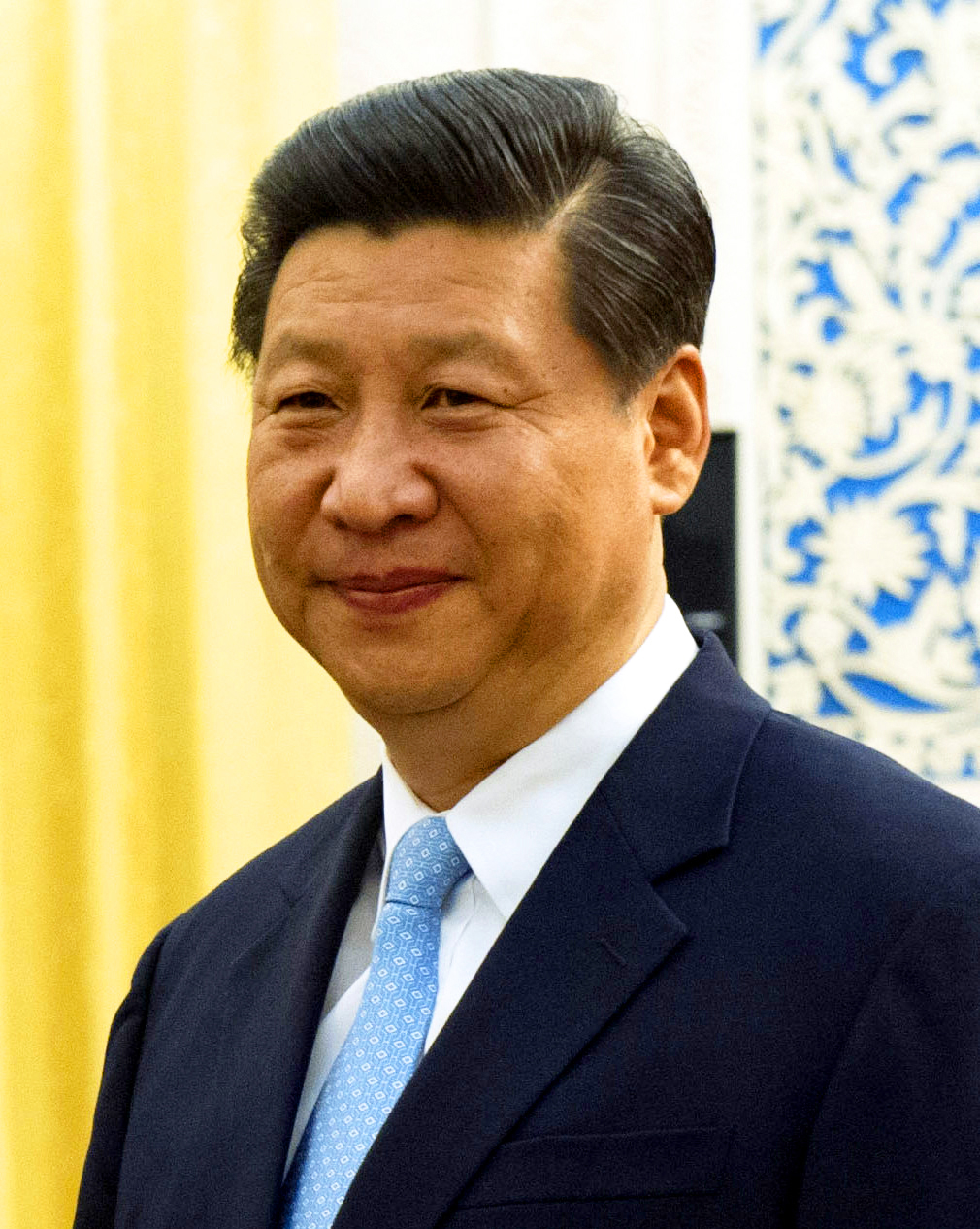
Xi Jinping - secrétaire général du Parti communiste chinois, président de la RPC, président de la Commission militaire centrale
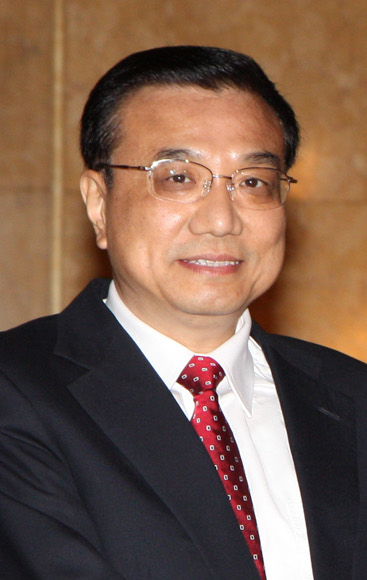
Li Keqiang - Premier ministre, président du Conseil d'État de la RPC
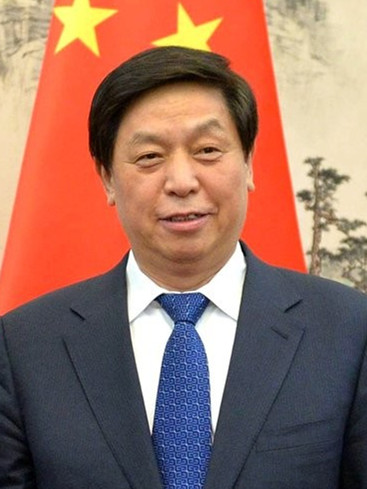
Li Zhanshu
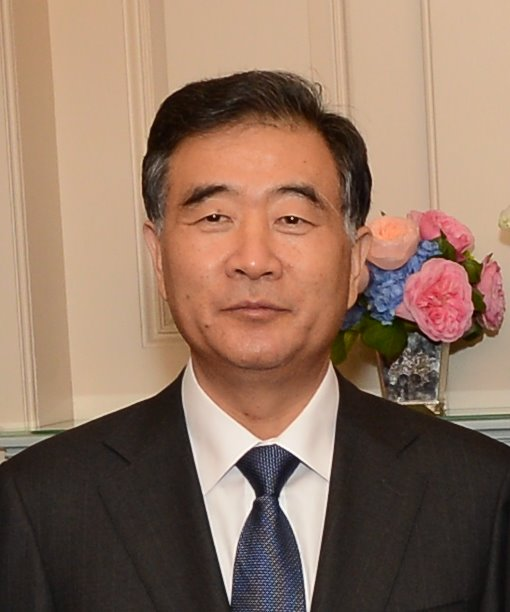
Wang Yang
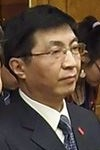
Wang Huning
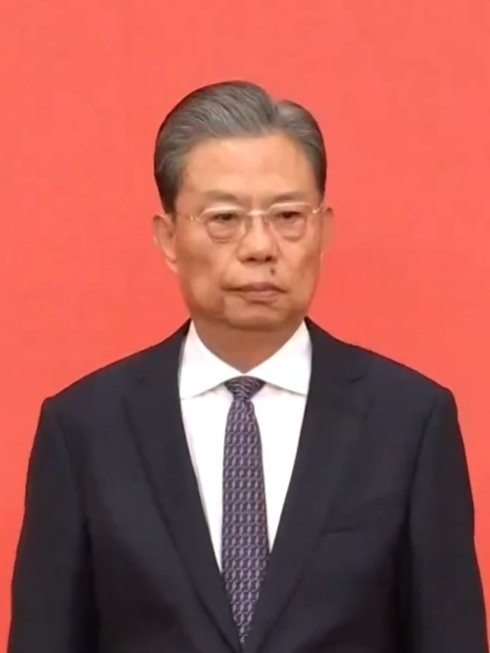
Zhao Leji
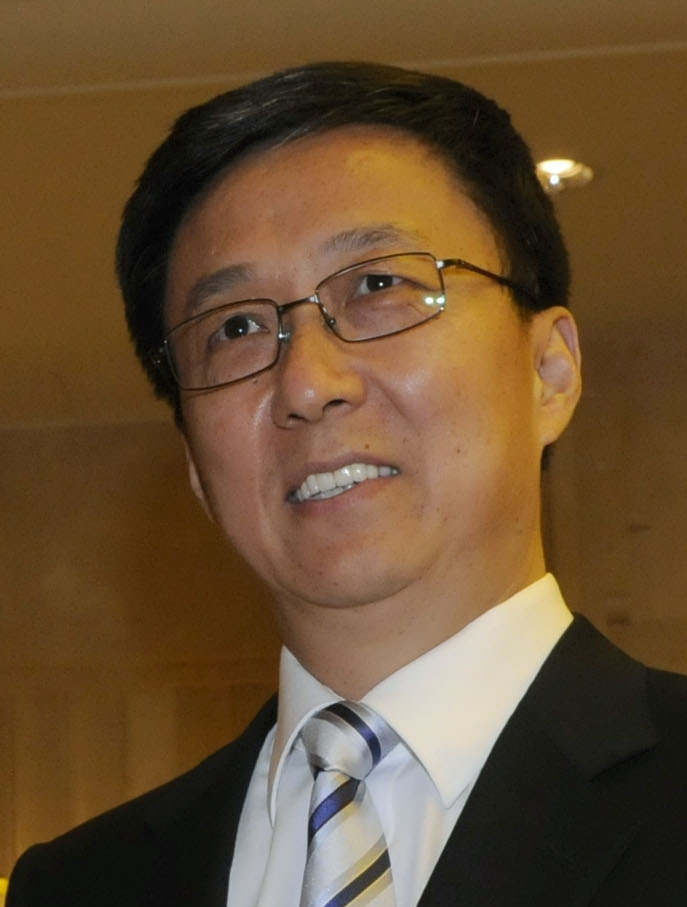
Han Zheng - 1er vice-Premier ministre, Conseil d'État de la RPC

## Les membres du Comité permanent en 2012 (18ecomité)

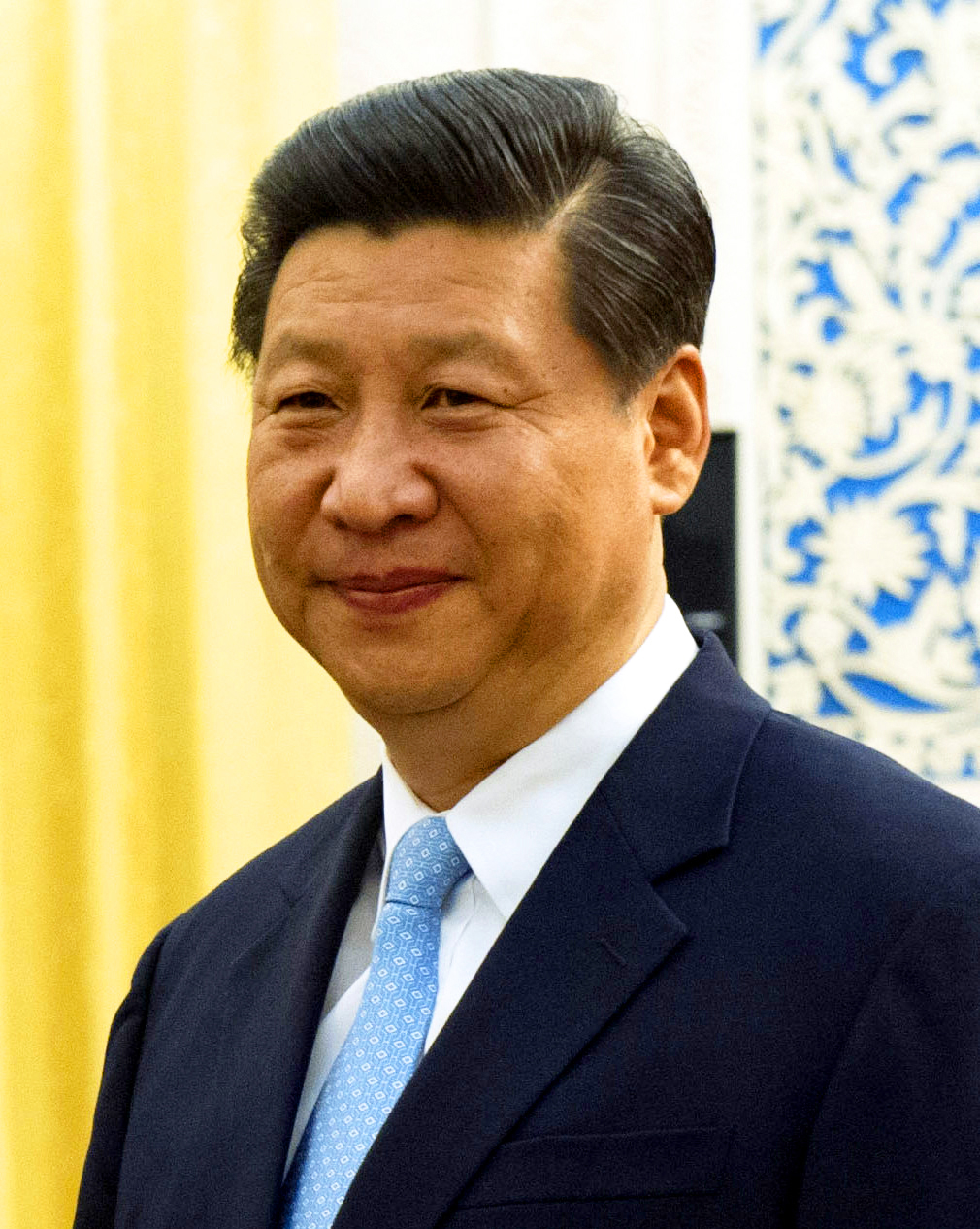
Xi Jinping - secrétaire général du Parti communiste chinois, président de la RPC, président de la Commission militaire centrale
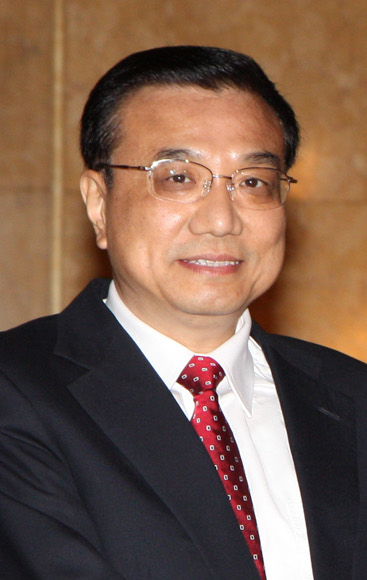
Li Keqiang - Premier ministre, président du Conseil d'État de la RPC
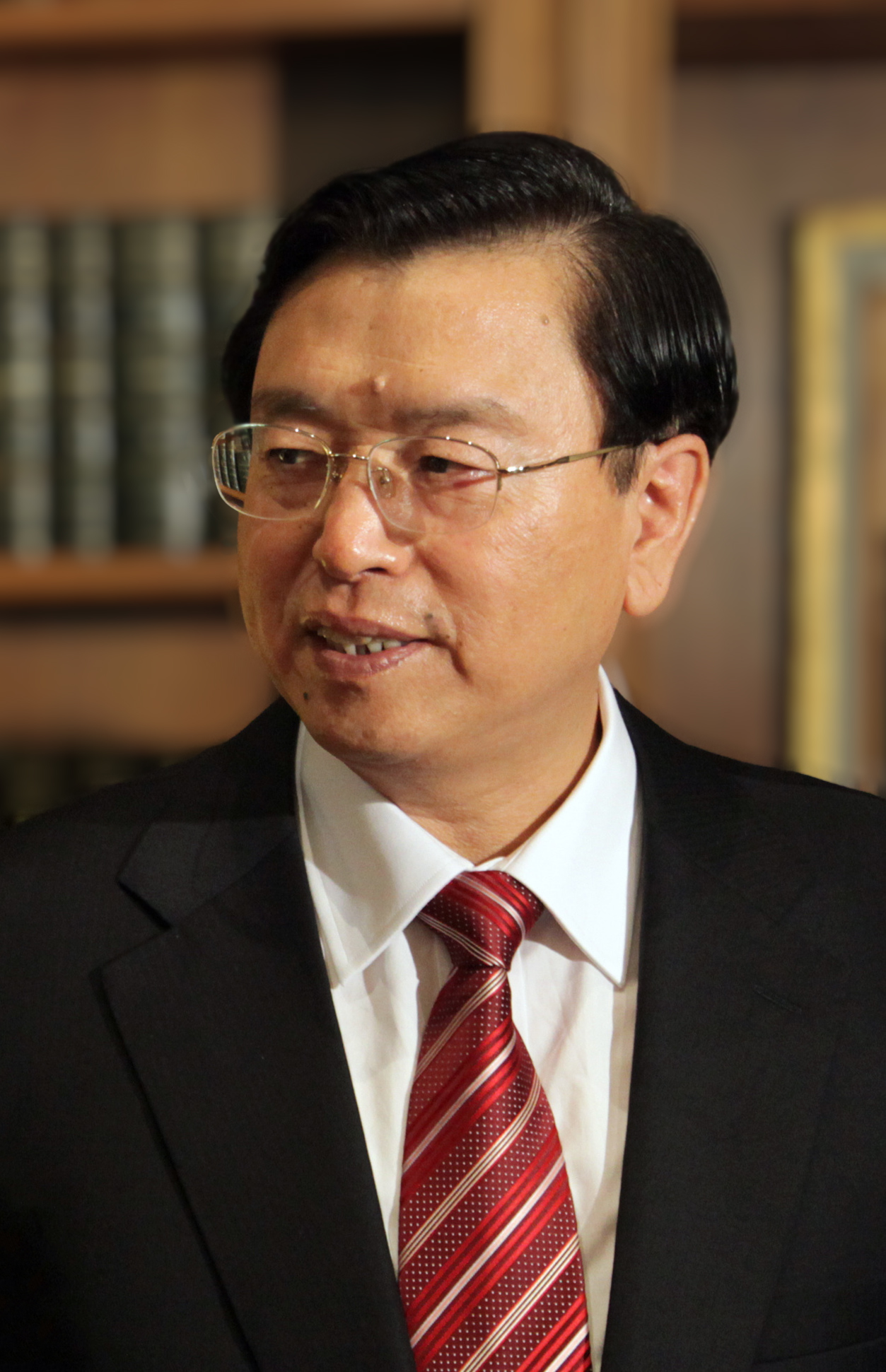
Zhang Dejiang
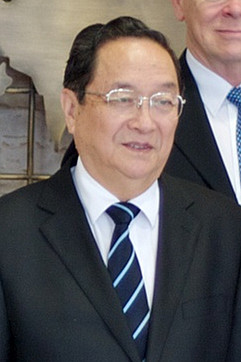
Yu Zhengsheng
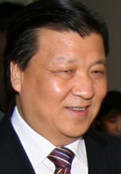
Liu Yunshan
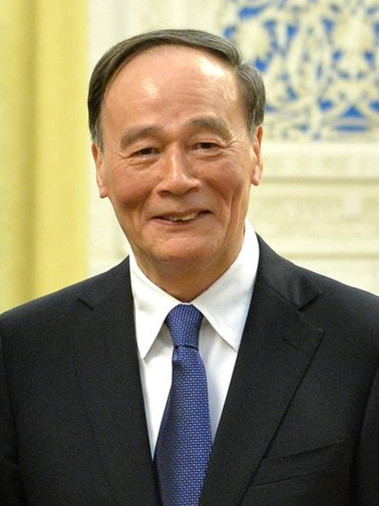
Wang Qishan
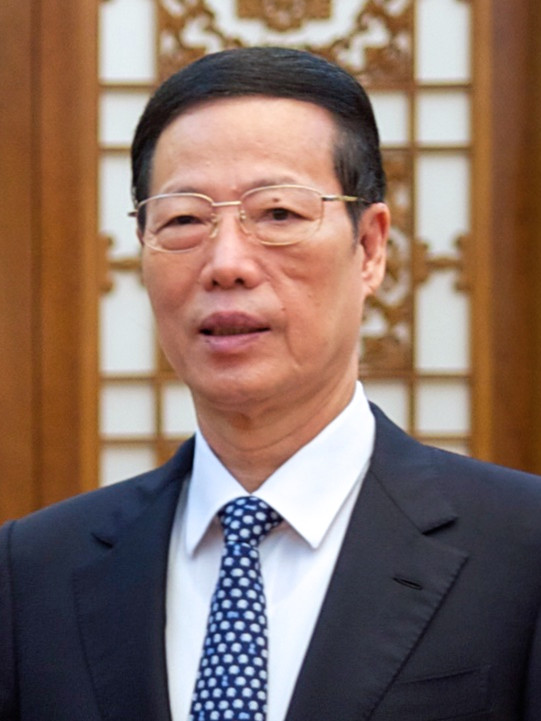
Zhang Gaoli

## Historique des membres du comité
17e comité (2007-2012)
- Hu Jintao
- Wu Bangguo
- Wen Jiabao
- Jia Qinglin
- Li Changchun
- Xi Jinping
- Li Keqiang
- He Guoqiang
- Zhou Yongkang

16e comité (2002-2007)
- Hu Jintao
- Wu Bangguo
- Wen Jiabao
- Jia Qinglin
- Zeng Qinghong
- Huang Ju
- Wu Guanzheng
- Li Changchun
- Luo Gan

15e comité (1997-2002)
- Jiang Zemin
- Li Peng
- Zhu Rongji
- Li Ruihuan
- Hu Jintao
- Wei Jianxing (en)
- Li Lanqing (en)

14e comité (1992-1997)
- Jiang Zemin
- Zhu Rongji
- Li Peng
- Li Ruihuan
- Liu Huaqing
- Qiao Shi
- Hu Jintao

13e comité PSC (1987-1992)
- Li Peng
- Hu Qili
- Qiao Shi
- Yao Yilin
- Zhao Ziyang

12e comité (1982-1987)
- Deng Xiaoping
- Chen Yun
- Hu Yaobang
- Li Xiannian
- Ye Jianying
- Zhao Ziyang

11e comité (1977-1982)
- Deng Xiaoping
- Hua Guofeng
- Li Xiannian
- Wang Dongxing
- Ye Jianying

10e comité (1973-1977)
- Mao Zedong
- Zhou Enlai
- Dong Biwu
- Kang Sheng
- Li Desheng
- Wang Hongwen
- Ye Jianying
- Zhang Chunqiao
- Zhu De

9e comité (1969-1973)
- Mao Zedong
- Zhou Enlai
- Chen Boda
- Kang Sheng
- Lin Biao

8e comité (1956-1969)
- Mao Zedong
- Zhou Enlai
- Chen Yun
- Deng Xiaoping
- Lin Biao
- Liu Shaoqi
- Zhu De

7e comité (pré-1956)
- Mao Zedong
- Zhou Enlai
- Chen Yun (nommé en 1950 après le décès de Ren Bishi)
- Liu Shaoqi
- Zhu De

4e comité (1925-1927)
- Chen Duxiu
- Cai Hesen
- Qu Qiubai
- Zhang Guotao
- Peng Shuzhi (en)

3e comité (1923-1925)
- Chen Duxiu
- Cai Hesen
- Qu Qiubai
- Mao Zedong

1er comité (1921-1922)
- Chen Duxiu
- Zhang Guotao
- Li Da (en)

## Part des femmes au sein du Comité
Depuis sa création, aucune femme n'a jamais fait partie du Comité permanent du bureau politique du Parti communiste chinois.